# گونتر ۱۹۴۴
سیارک ۱۹۴۴ (به انگلیسی: 1944 Gunter، نامگذاری:1925RA) هزار و نهصد و چهل و چهارمین سیارک کشف شده‌است که در ۱۴ سپتامبر ۱۹۲۵ و در هایدلبرگ کشف شد.
قدر مطلق سیارک برابر ۱۴٫۴۰ است.